# Giuseppe Mercalli
Giuseppe Mercalli (Milà, 21 de maig de 1850 - Nàpols, 20 de març de 1914) fou un sismòleg i vulcanòleg italià, creador de l'escala que porta el seu nom. Mercalli va idear dues escales d'intensitat de terratrèmols, ambdues modificacions de l'escala Rossi-Forel. La primera, ara en gran part oblidada, tenia sis graus mentre que l'escala Rossi-Forel en tenia deu. La segona, ara coneguda com a escala d’intensitat de Mercalli, tenia deu graus i va elaborar les descripcions a l'escala Rossi-Forel.
L'escala d'intensitat de Mercalli encara es fa servir ara, encara que de forma modificada. El físic italià Adolfo Cancani va ampliar l'escala Mercalli de deu graus amb l’afegit de dos graus al més intens de l'escala: XI (catàstrofe) i XII (enorme catàstrofe).

## Biografia
Va ser ordenat sacerdot l'any 1872, fet que no li va impedir continuar amb els seus estudis. Fou deixeble d'Antonio Stoppani. L'any 1874 va completar els seus estudis de Ciències Naturals, per a dedicar-se a l'ensenyament d'aquesta disciplina al seminari de Monza.
La seva activitat investigadora es pot emmarcar entre els anys 1880 i 1913. Va investigar els dipòsits glacials alpins de la Llombardia. L'any 1885 va continuar amb la seva activitat docent a Reggio Calabria. Posteriorment va impartir classes de geologia i de mineralogia a la Universitat de Catània.
L'any 1892 es va dedicar a l'activitat docent en la matèria de vulcanologia i mineralogia a la Universitat de Nàpols. En aquesta mateixa ciutat, l'any 1911, va substituir Vittorio Matteucci en el lloc de director de l'Observatori Vesuvià.
En el període de 1892 a 1911, va ensenyar al Liceu Vittorio Emanuele de Nàpols, com a professor, entre d'altres, de Giuseppe Moscati. Entre els seus col·laboradors d'aquella època van destacar Achille Ratti, que posteriorment seria conegut com el pontífex Pius XI.
Va morir el 20 de març de 1914, després de l'incendi declarat a casa seva a Nàpols.

## Publicacions
- Els volcans i els fenòmens volcànics a Itàlia (Milà, 1885)
- Monografia sobre els volcans actius de la Terra (1889)
- Els terratrèmols de Casamicciola (1883)
- El terratrèmol de Llombardia (1884)
- El terratrèmol de Lecco (1887)
- Els terratrèmols de les illes Pontines (1892)
- El terratrèmol d'Andalusia (1897)
- Els volcans actius de la Terra (Milà 1897)
- Notícies vesubianes (1901-1907)
- Estudis sobre els terratrèmols de la Calàbria meridional
- Estudis sobre els terratrèmols de Messina (1908)
- El despertar del Vesuvi (1913)